# Isaiah Livers
Isaiah Maurice Livers (Michigan, 28 de julho de 1998) é um jogador norte-americano de basquete profissional que atualmente joga no Detroit Pistons da National Basketball Association (NBA).
Ele jogou basquete universitário pela Universidade de Michigan e foi selecionado pelos Pistons como a 42 escolha geral no Draft da NBA de 2021.

## Início da vida e carreira no ensino médio
Livers nasceu em 28 de julho de 1998 em Kalamazoo, Michigan, filho de Angela e Morris Livers. Ele começou a jogar basquete aos cinco anos de idade com seu pai na garagem.
Michigan começou a recrutar Livers em maio de 2016 e ele fez sua visita oficial em 28 de julho, recebendo uma oferta. Em 7 de agosto de 2016, ele se comprometeu com Michigan e rejeitou as ofertas de Michigan State, Butler, Minnesota, Califórnia e Boston College.
Ele foi nomeado o Jogador do Ano de Michigan e Mr. Basketball de Michigan em 2017. Livers superou o segundo colocado Xavier Tillman por uma margem de 2.811-2.739 votos. Foi a votação mais apertada na história do basquete de Michigan.
| Nome | Cidade Natal                                  | Escola                 | Altura             | Peso           | Data                |
| --- | --------------------------------------------- | ---------------------- | ------------------ | -------------- | ------------------- |
| Isaiah Livers PF | Kalamazoo, MI                                 | Kalamazoo Central (MI) | 6 ft 8 in (2.03 m) | 210 lb (95 kg) | 7 de Agosto de 2016 |
| Isaiah Livers PF | Recrutamento: Rivals: Scout: 247Sports: ESPN: |                        |                    |                |                     |
| Rankings: Scout: 68º, 14º (PF) \| Rivals: 86º \| ESPN: 41º (PF), 14º (CA)                                                                                     |                                               |                        |                    |                |                     |
| - Nota: Em muitos casos, Scout, Rivals, 247Sports e ESPN podem entrar em conflito em suas listas de altura e peso, nestes casos, a média foi obtida. - Fonte: |                                               |                        |                    |                |                     |

## Carreira universitária

### Temporada de calouro (2017–2018)

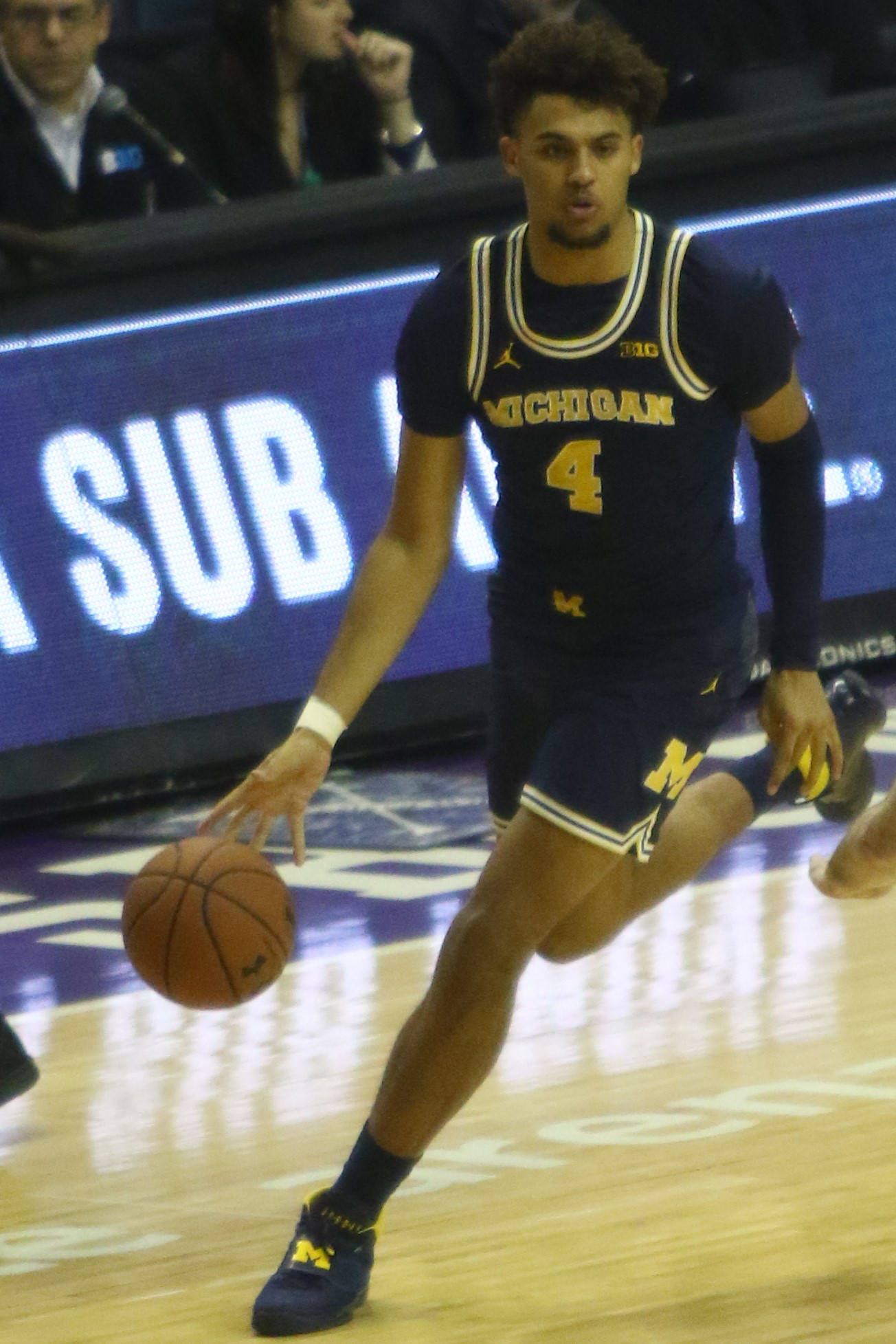
Livers jogando por Michigan na temporada de 2017-18

Em 2 de janeiro de 2018, Livers marcou 13 pontos em uma vitória por 75-68 para Iowa, esse foi o seu primeiro de três esforços consecutivos de dois dígitos. Isso resultou em Livers substituindo Duncan Robinson no time titular de Michigan quando enfrentou Michigan State em 13 de janeiro.
Livers torceu o tornozelo no segundo minuto do jogo contra Northwestern em 6 de fevereiro, afastando-o pelo resto do jogo. Ele perdeu o próximo jogo contra Wisconsin antes de retornar ao time titular em 14 de fevereiro contra Iowa. A equipe perdeu na final do Torneio da NCAA de 2018 para Villanova.

### Segunda temporada (2018-2019)

Livers jogando por Michigan na temporada de 2018–19

Em 13 de janeiro, Michigan derrotou Northwestern para estabelecer um recorde de melhor inicio com 17-0 e empatou o recorde de 17 vitórias consecutivas da universidade. Em 28 de fevereiro de 2019, Livers substituiu o lesionado Charles Matthews e registrou seu primeiro duplo-duplo da carreira com 12 pontos e 10 assistências em uma vitória por 82-53 sobre Nebraska. Em 14 de março, Michigan derrotou o Minnesota por 76-49 nas semifinais do Torneio da Big Ten com Livers marcando 21 pontos.

### Terceira temporada (2019-2020)
Em 12 de novembro, Livers marcou 22 pontos em uma vitória sobre Creighton por 79-69 nos Gavitt Tipoff Games. Em 22 de novembro, ele marcou 24 pontos em uma vitória por 111-68 sobre Houston Baptist. Os 111 pontos de Michigan foram o maior número de pontos marcados em um jogo desde a vitória por 112-64 sobre o Indiana em 1998.
Ele sofreu uma lesão na virilha em uma vitória sobre Presbyterian em 21 de dezembro. Ele perdeu nove dos próximos 10 jogos antes de enfrentar Michigan State em 8 de fevereiro. Em 5 de março, Livers registrou o seu segundo duplo-duplo da carreira com 18 pontos e 10 rebotes na vitória por 82-58 sobre Nebraska. Nessa temporada, ele foi titular em 21 jogos e teve média de 12,9 pontos.
Após a temporada, ele se declarou para o draft da NBA de 2020, mas não contratou um agente e deixou a porta aberta para retornar a universidade. Em 17 de julho de 2020, Livers anunciou que retornaria a Michigan para sua última temporada.

### Última temporada (2020-2021)
Durante sua última temporada, Livers teve 16 jogos de dois dígitos com cinco jogos de mais de 20 pontos e média de 13,9 pontos. Ele fez 50 arremessos de três pontos, o recorde da equipe, chegando a mais de 50 em uma temporada pela segunda vez em sua carreira. Ele também teve média de 6,2 rebotes e 2,0 assistências, a melhor da carreira, e acrescentou um par de duplos-duplos. Após a temporada, ele foi nomeado para a Segunda-Equipe da Big Ten pelos treinadores e pela mídia.
Em 13 de março de 2021, Livers sofreu uma lesão por estresse no pé direito durante um jogo contra Maryland nas quartas de final do Torneio da Big Ten. Em 2 de abril de 2021, ele passou por uma cirurgia bem-sucedida no pé e teve um tempo de recuperação estimado em no mínimo seis meses. Em 16 de abril de 2021, Livers se declarou para o Draft da NBA de 2021.

## Carreira profissional
Livers foi selecionado pelo Detroit Pistons como a 42ª escolha geral no Draft da NBA de 2021. Em 8 de agosto, ele assinou um contrato de 3 anos e US$4.4 milhões com os Pistons.

## Estatísticas da carreira

### NBA

#### Temporada regular
| Ano     | Equipe  | PJ | PT | MPJ  | AP   | 3P   | LL   | RT  | AS  | BR | TO | PPJ |
| ------- | ------- | -- | -- | ---- | ---- | ---- | ---- | --- | --- | -- | -- | --- |
| 2021–22 | Detroit | 19 | 5  | 20.2 | .456 | .422 | .857 | 3.0 | 1.1 | .7 | .4 | 6.4 |

### Universitário
| Ano      | Equipe   | PJ  | PT | MPJ  | AP   | 3P   | LL   | RT  | AS  | BR | TO | PPJ  |
| -------- | -------- | --- | -- | ---- | ---- | ---- | ---- | --- | --- | -- | -- | ---- |
| 2017–18  | Michigan | 40  | 22 | 15.1 | .474 | .362 | .667 | 2.3 | .4  | .3 | .3 | 3.4  |
| 2018–19  | Michigan | 35  | 3  | 22.6 | .487 | .426 | .780 | 3.9 | .7  | .7 | .5 | 7.9  |
| 2019–20  | Michigan | 21  | 21 | 31.5 | .447 | .402 | .957 | 4.0 | 1.1 | .4 | .7 | 12.9 |
| 2020–21  | Michigan | 23  | 23 | 31.6 | .457 | .431 | .870 | 6.0 | 2.0 | .6 | .7 | 13.1 |
| Carreira | Carreira | 119 | 69 | 25.2 | .466 | .405 | .818 | 4.0 | 1.0 | .5 | .5 | 9.3  |

Fonte: